# Albertgasse
Koordinaten: 48° 8′ 19″ N, 11° 34′ 28,5″ O
Die Albertgasse in München liegt in der Altstadt (Lehel, Kreuzviertel, 1. Stadtbezirk) und verläuft von der Weinstraße zum Frauenplatz an der Ostseite der Frauenkirche.

## Geschichte
Der Weingastgeber Franz Albert war Besitzer des Gasthofes »Zum goldenen Hahn«, des jetzigen Hauses Nr. 10 an der Weinstraße. Ursprünglich besaß Hans Wilprecht dieses Haus, dann gehörte es dem Patrizier "Ainwig der Altmann", der die Erlaubnis erhielt, von dem Rückgebäude aus durch die Mauer auf »Unser Lieben Frauen-Freithos« eine Tür machen zu dürfen. Dies eröffnete den Zugang zum damaligen Friedhof, der die Erschließung zum Frauenplatz schuf.

## Lage
Die Albertgasse verläuft als schmale Gasse und Fußgängerzone von der Weinstraße in Höhe des südlichen Beginns des Marienhofs zum Frauenplatz an der Ostseite der Frauenkirche.  An der nördlichen Ecke der Albertgasse befindet sich das Schuhhaus Tretter. Am Eckhaus zum Frauenplatz findet man eine Skulptur des heiligen Christophorus von Franz Drexler.

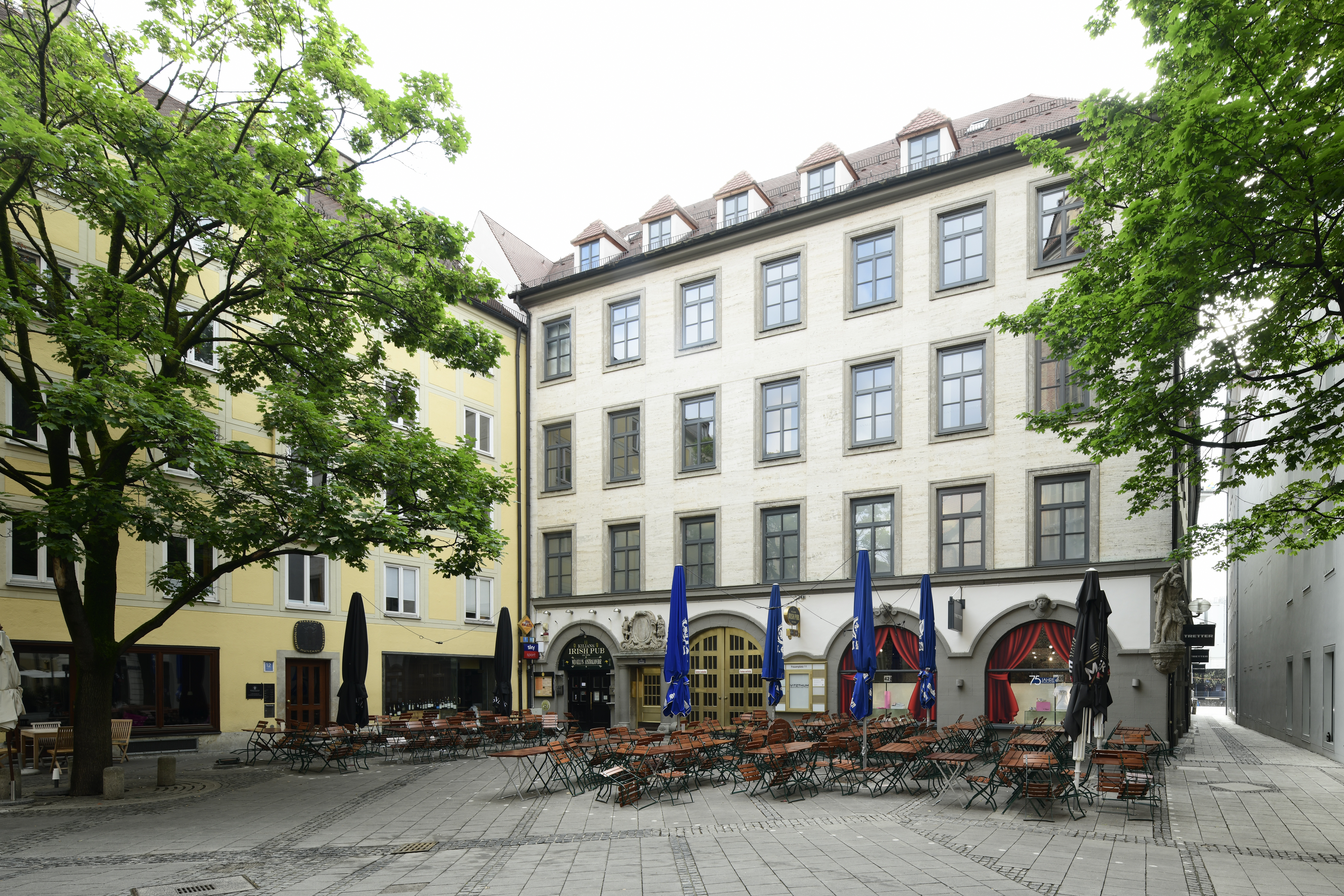
Albertgasse vom Frauenplatz gesehen.
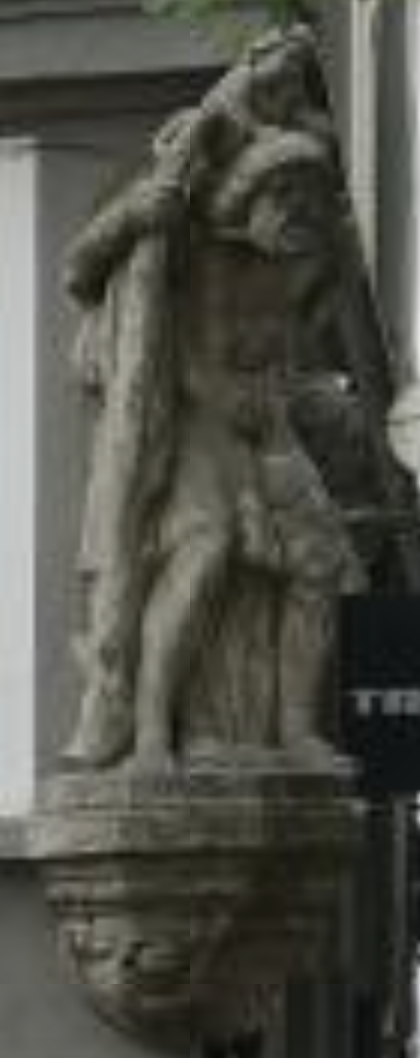
Skulptur des Hl. Christophorus an der Ecke Frauenplatz/Albertgasse in München